# Interfaccia Kempston

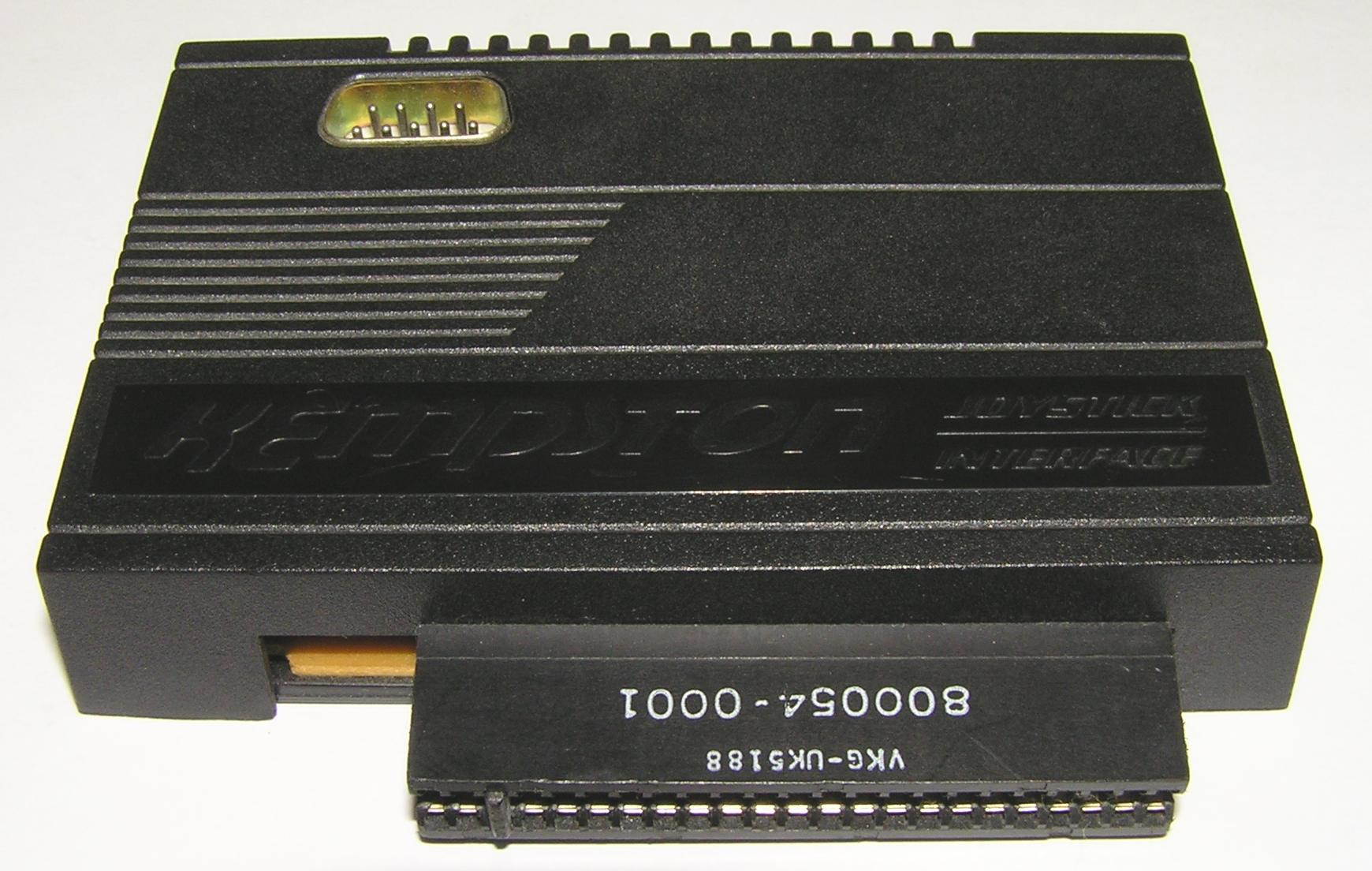

L'interfaccia Kempston era una interfaccia informatica prodotta dalla Kempston Micro Electronics nel 1983 per lo Sinclair ZX Spectrum.

## Descrizione
Era collegabile alla porta di espansione posteriore del computer, e dotava lo Spectrum di una porta per joystick digitale (o tre a seconda dei modelli), compatibile con lo standard della porta joystick Atari, e di una porta seriale. A differenza delle altre interfacce, non emulava la pressione di tasti del computer: lo stato del joystick veniva invece letto alla porta di I/O 31, anche da BASIC.
Divenne l'interfaccia più diffusa per lo Spectrum, superando altri dispositivi come lo standard Fuller e quelli messi in commercio dalla Protek.

## Problemi tecnici
Vennero anche segnalati problemi riguardanti la rottura dell'interfaccia Kempston sui nuovi modelli e lentamente l'interfaccia cadde nell'oblio, sebbene l'opzione di utilizzare i joystick Kempston rimase inclusa nei giochi fino alla fine della vita commerciale dello ZX Spectrum.
La rimozione della porta del joystick all'accensione del computer veniva sconsigliata, in quanto avrebbe potuto danneggiarne l'hardware.